# Chaetogaster longi
Chaetogaster longi är en ringmaskart som beskrevs av Bretscher 1896. Chaetogaster longi ingår i släktet Chaetogaster och familjen glattmaskar. Inga underarter finns listade i Catalogue of Life.